# 모엔고
모엔고(네덜란드어: Moengo)는 수리남의 도시이다.